# Juan Francisco Escobar
Pedro Juan Francisco Escobar Castillo (Lima, 22 de diciembre de 1973) es un actor, locutor, baterista y presentador peruano.

## Biografía
Escobar estudió en el Instituto Orson Wells y luego en el Instituto Toulousse Lautrec. Fue conductor de los programas radiales Los Tres Tristes Tontos (TTT) por radio Studio 92, posteriormente integrados en Los invasores para Red Global, Mañana maldita y Caos por Radio Planeta. Fue presentador de Gran Hermano del Pacífico, como representante del Perú.
En 2008, condujo junto a Romina Vaccarella, el programa Sexo con sentido. En 2010, participó en la telenovela Los exitosos Gome$, junto a Diego Bertie y Gianella Neyra.
En mayo del 2011, asumió la conducción del programa REC. Durante 2012–2013 presentó su monólogo Evoluser.
En mayo del 2014, asumió la conducción del programa Nada normal por TV Perú. En 2019, regreso a la radio después de 12 años a través de Radio Oasis 100.1 FM con el programa “Sin Paltas”.

## Filmografía

### Televisión

#### Series y telenovelas
- Los invasores (2001).
- La fuerza Fénix (2008) como Medina.
- Clave uno: Médicos en alerta (2009) como Enfermero Ernesto.
- Los exitosos Gomes o Los exitosos Gome$ (2010) como Sergio.
- Lalola (2011) como Nicolás.
- Al fondo hay sitio (2011) como Jhonny Pancho.
- La faraona (2012) como Conrad.
- Al fondo hay sitio (2014) como Rodolfo Rojas Neyra "Peter McKay" (Joven: 30+ años).
- Comando Alfa (2014) como Tommy.
- De vuelta al barrio (2019) como Rodolfo Rojas Neyra "Peter McKay" (Joven).

#### Programas
- Dilo Dilo (2005–2006) como Él mismo (Presentador).
- Gran Hermano del Pacífico (2005) como Él mismo (Presentador regional).
- Sexo con sentido (2008–2009) como Él mismo (Copresentador).
- El gran show (2010) como Él mismo (Invitado) (Secuencia: El desafío).
- REC (2011) como Él mismo (Presentador).
- Teletón 2011: Unámonos para cambiar pena por alegría (Edición especial) (2011).
- Nada normal (2014) como Él mismo (Presentador).

### YouTube
- Perdidos en el Espacio.

### Vídeos musicales
- Inminente conjunción (2001).
- Alas cortadas (2002).
- Buscando la victoria (2003).
- Abril (2004).
- Ilusión (2004).
- Buscama (2005).
- La juerga pirata (2005).
- Mínima arenosa (2008).
- Si te vas (2017).

## Radio
- Los Tres Tristes Tontos (TTT) (1998–2002) (Radio:  Radio 1160) (1998–1999) (Radio: Radio Miraflores) (1999–2000) y (Radio: Studio 92) (2000–2002).
- Mañana maldita (2002–2005) (Radio: Radio Planeta 107.7).
- Caos (2005–2006) (Radio: Radio Planeta).
- Sin Paltas (2019–2021) (Radio: Radio Oasis).

## Teatro
- Evoluser (2012–2013).

## Eventos
- Los portales de luz.

## Discografía

### Agrupaciones musicales
- TK como Baterista.

### Álbumes
- Trece (2001).
- Tentando imaginarios (2004).
- Paint it black (2004).
- La juerga pirata (2005).
- Núcleo (2007).
- Equidistante (2017).
- Inminente conjunción (2020).

### Temas musicales
- Inminente conjunción (2001).
- Alas cortadas (2002).
- Buscando la victoria (2003).
- Abril (2004).
- Ilusión (2004).
- Buscama (2005).
- La juerga pirata (2005).
- Mínima arenosa (2008).
- Si te vas (2017).